# Ignacio Pelizzari
Ignacio Pelizzari (Buenos Aires, Provincia de Buenos Aires, 13 de mayo de 1998) es un futbolista argentino que juega de delantero. Actualmente integra el plantel del Almirante Brown, de la Primera B Metropolitana.

## Clubes
| Club            | País      | Año           | PJ | Goles |
| --------------- | --------- | ------------- | -- | ----- |
| Almirante Brown | Argentina | 2017-presente | 4  | 0     |